# 香川県獣医師会
公益社団法人香川県獣医師会（かがわけんじゅういしかい 英称 Kagawa Veterinary Medical Association）は、香川県知事所管の香川県の獣医師を会員とする公益法人。

## 本部所在地
〒769-0103 香川県高松市国分寺町福家字下福家甲3871番地3 香川県獣医畜産会館内

## 業務内容
- 獣医師会員の学術技能向上のための研修会・講習会事業等の実施
- 香川県との動物に関する連携事業
- 疾病している野鳥の保護・救護
- 県内各学校で飼われている動物の飼育指導
- 県内各市町村との動物に関する連携事業
- 狂犬病の予防接種・防止活動